# IQ (Band)
IQ ist eine aus Southampton stammende britische Rockband. Neben Marillion, Pendragon, Pallas und Twelfth Night zählt sie zu den typischen Vertretern des Neo-Prog, der in den 1980er Jahren entstandenen zweiten Generation des Progressive Rocks. IQ lehnte sich anfangs an Vorbilder wie insbesondere Genesis und Yes an, entwickelte aber schnell einen eigenen Stil.
Live-Auftritte der Band zeichnen sich aus durch besondere Lichteffekte und Film- und Diaprojektionen, die an die frühen Pink Floyd erinnern, sowie durch das Auftreten des als charismatisch geltenden Frontmanns Peter Nicholls.

## Bandgeschichte
Die erste Phase der Bandgeschichte von IQ umfasst den Zeitraum von der Bandgründung Anfang der 1980er Jahre bis zum Ausscheiden des Sängers Peter Nicholls. In dieser Zeitspanne entstanden die klassischen Studioalben Tales from the Lush Attic und The Wake sowie das Live-Album Living Proof. Als sich Mitte der Achtzigerjahre ein allgemeines Prog-Rock-Revival abzeichnete, erhielt IQ einen Plattenvertrag bei einem Major-Label, verlor aber im Gegenzug den charismatischen Frontmann Peter Nicholls.
In der zweiten Phase der Bandgeschichte entstanden mit dem neuen Frontmann Paul L. Menel die Alben Nomzamo (das auch den einzigen Single-Erfolg IQs, Promises, enthielt) und Are You Sitting Comfortably?. Nachdem die Plattenfirma, die IQ unter Vertrag genommen hatte, ihrerseits von einem anderen Unternehmen übernommen worden war, verlor IQ 1989 wieder den Major-Deal, was zunächst das Ende der Band zu bedeuten schien. P. L. Menel und Bassist Tim Esau verließen die Gruppe, um ein gemeinsames Pop-Projekt zu verwirklichen. Zu Aufnahmen kam es allerdings nicht.
Nachdem IQ zunächst einige Zeit brachgelegen war, führte ein durch einen französischen Club-Besitzer initiiertes Reunion-Konzert mit Peter Nicholls schließlich zu einer erneuten Zusammenarbeit mit dem Frontmann. Die dritte Phase der Bandgeschichte wurde eingeleitet, als 1993 die CD Ever erschien. Musikalisch knüpft das Album an den Stil der ersten Phase an. Zur Vermarktung ihrer Tonträger gründete die Band das eigene Label GEP.
Mit Subterranea veröffentlichte IQ 1997 ein vielbeachtetes Konzeptalbum. Es erzählt die Geschichte eines Mannes, der sich aus Liebe zu einer Frau einer Revolution gegen einen fiktiven Überwachungsstaat anschließt. Letztendlich scheitert aber beides an der Angepasstheit und Lethargie des Protagonisten. Die Erkenntnis darüber mündet in dem 20-minütigen, sehr emotional gehaltenen Finale des Albums. Basierend auf der Geschichte dieses Konzeptalbums wurde ein Spielfilm gedreht. Der Spielfilm wurde am 5. Juni 2015 beim Reno Film Festival uraufgeführt. Im Sommer 2017 wurde eine deutsch synchronisierte Version des Spielfilms veröffentlicht.

## Mitglieder
Die Besetzung der Band blieb über die Jahre hinweg zunächst relativ konstant. Sänger Peter Nicholls quittierte seinen Dienst, um Niadem's Ghost zu gründen, wurde während der Alben  Nomzamo and Are You Sitting Comfortably? von Paul Menel ersetzt und kehrte danach zurück. Wie häufig in der Szene gibt es personelle Überschneidungen mit anderen Bands. Beispielsweise gehörten John Jowitt und Martin Orford auch der Neoprogband Jadis an.
Martin Orford verließ die Band im Herbst des Jahres 2007. Er wurde durch Mark Westworth, auch Keyboarder der Band Darwin’s Radio, und dieser wiederum 2011 durch Neil Durant ersetzt. Bereits zwei Jahre zuvor gab Gründungsmitglied Paul Cook am Schlagzeug die Stöcke an Andy Edwards ab, kehrte aber 2009 letztlich langfristig zurück, nachdem sich Edwards eine Auszeit genommen hatte. Eine weitere Änderung im Jahr 2011 betraf Jowitts Ausstieg und die Rückkehr von Esau am Bass, so dass die Band bis auf den Keyboarder wieder in der Urbesetzung agiert.

## Diskografie

### Studioalben
- 1983: Tales from the Lush Attic
- 1985: The Wake
- 1987: Nomzamo
- 1989: Are You Sitting Comfortably?
- 1993: Ever
- 1997: Subterranea
- 2000: The Seventh House
- 2004: Dark Matter
- 2009: Frequency
- 2014: The Road of Bones
- 2019: Resistance
- 2025: Dominion

### Livealben
- 1985: Living Proof
- 1991: J’ai Pollette D’arnu
- 1996: Forever Live
- 2000: Subterranea – The Concert
- 2010: The Wake Live at Zoetermeer
- 2011: Re-Mixed
- 2015: The Road of Bones (Live 2CD)
- 2020: A Show of Resistance
- 2022: IQ40 - Forty Years of Prog Nonsense (2 CD)
- 2024: The IQ Weekender 2024 (4 CD)

### Kompilationen / Wiederveröffentlichungen
- 1986: Nine in a Pond is Here
- 1998: Seven Stories Into ’98
- 1999: The Lost Attic
- 2003: The Archive Collection – IQ20
- 2010: The Wake 25th Anniversary Edition
- 2013: Tales from the Lush Attic (2013 Remix)